# OpenShot
OpenShot Video Editor é um editor de vídeo não-linear, livre e de código aberto. É possível adicionar legendas e outros elementos no OpenShot:
Foi lançado em 2008 com o propósito de ser um software de edição de vídeo gratuito, simples e de código-aberto para Linux. Atualmente está disponível para Linux, Windows e Mac. Já foi baixado milhões de vezes e continua a crescer como um projeto.
- Suporte a vários formatos de vídeo, audio e imagem. (baseado no FFmpeg).
- Integração com GNOME, KDE e BlackBox.
- Trilhas múltiplas.
- Integração com Blender e Inkscape para criação de títulos simples e animados.
- Efeitos de transição.
- Corte de vídeos e trilhas de áudio.
- Disponível em mais de 70 idiomas.
- Interface de usuário simples.[3]

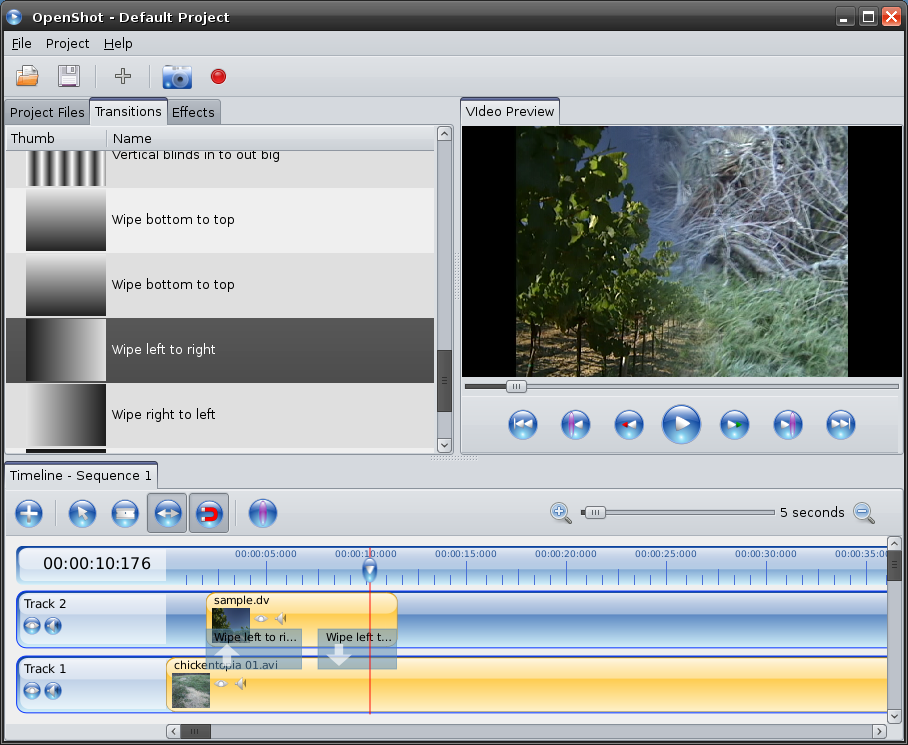
Transição da esquerda para direita.
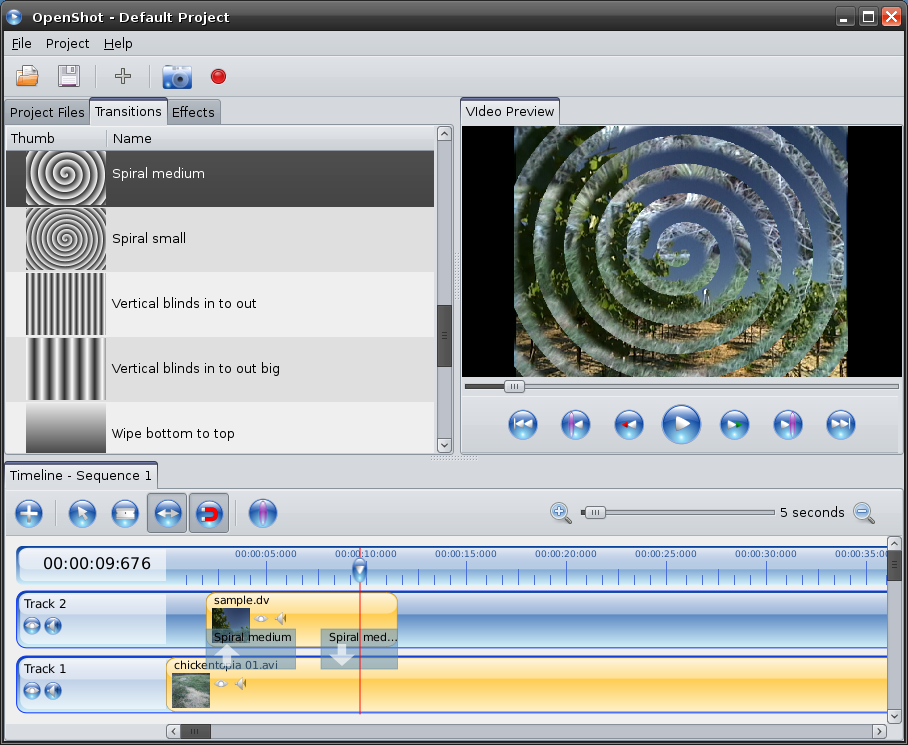
Transição espiral.
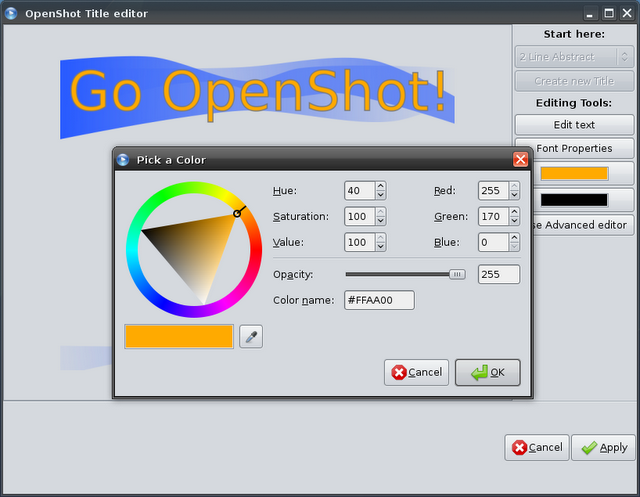
Criação de títulos.
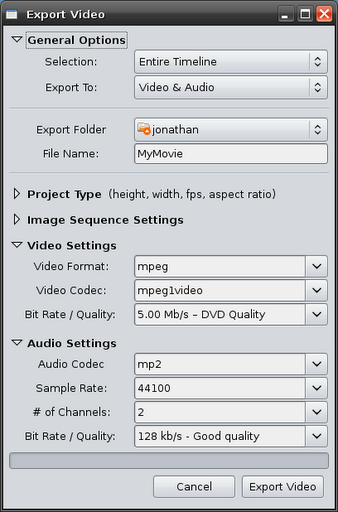
Exportar vídeo.
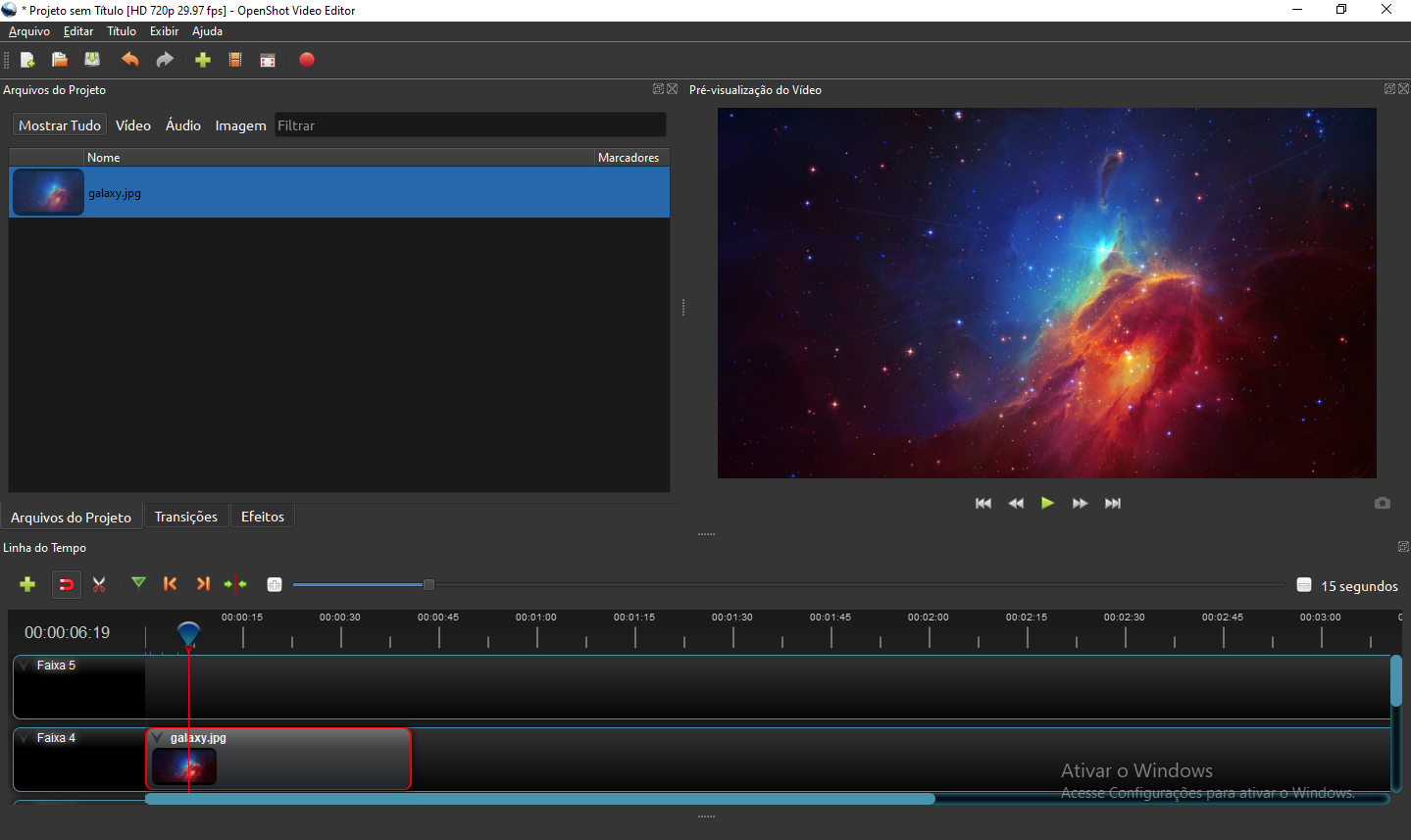
Tela principal no Windows 10.
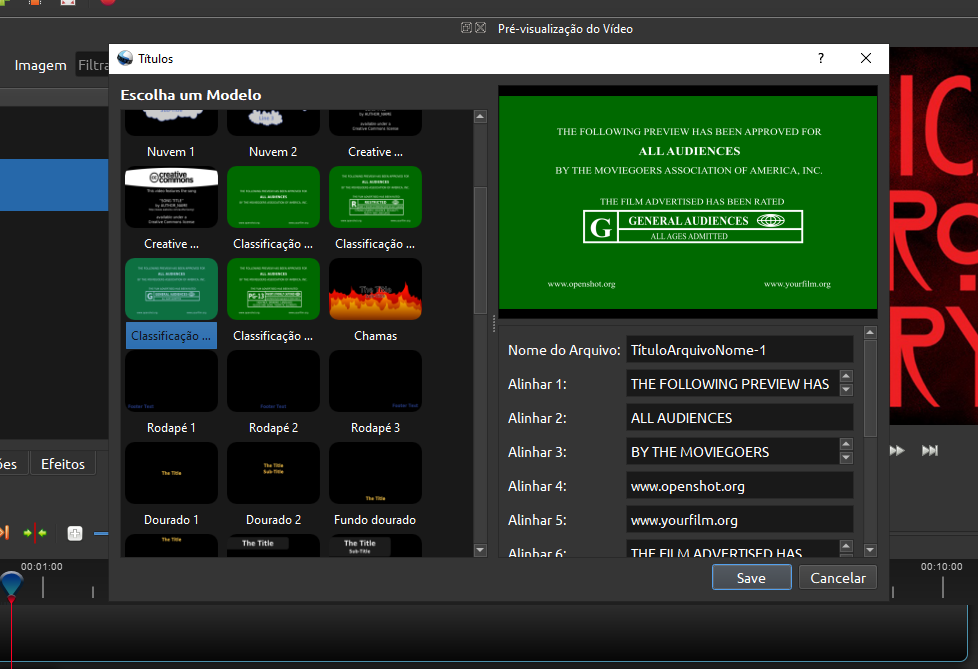
Tela de seleção de títulos no Windows 10.
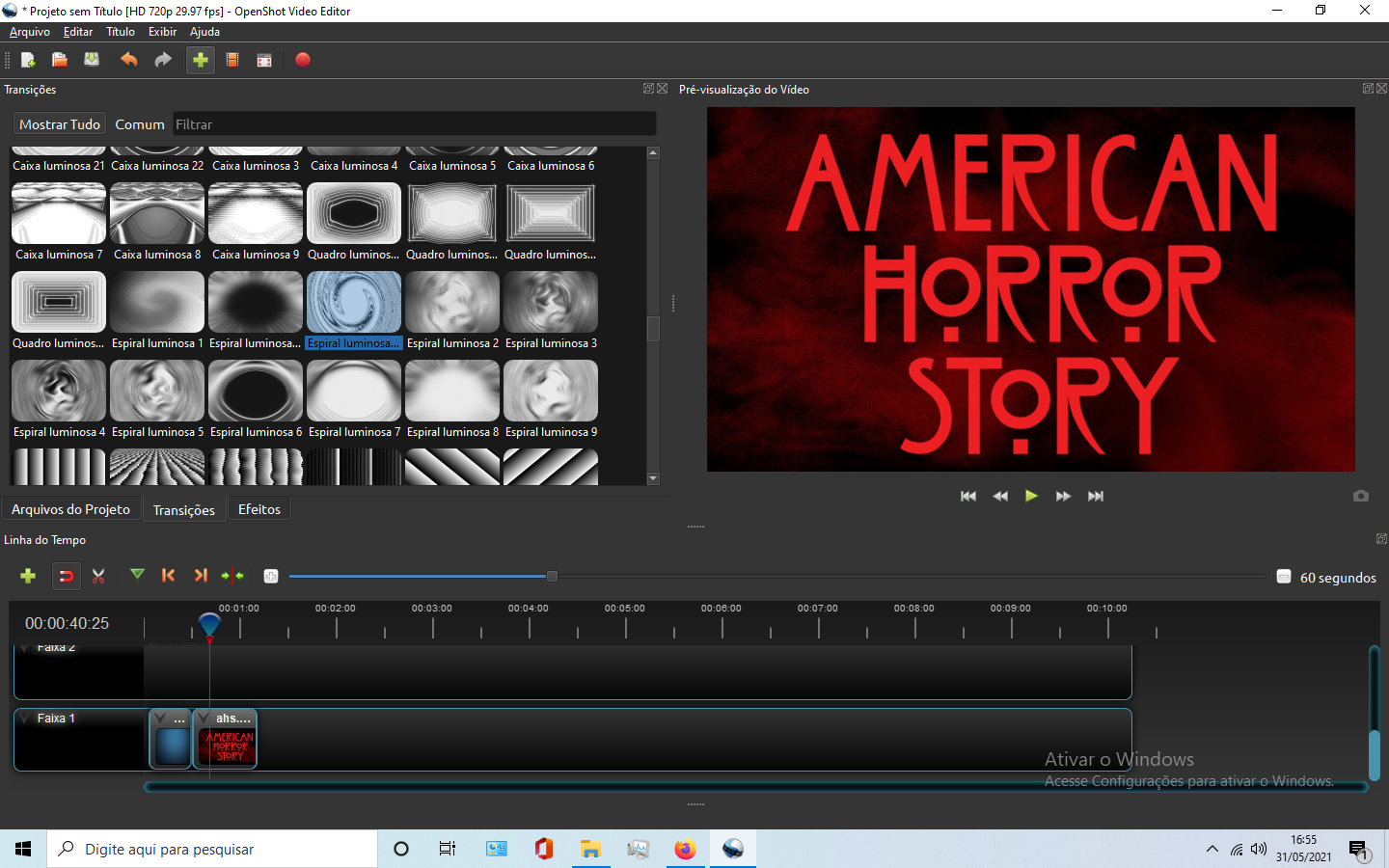
Tela de seleção de transições no Windows 10.
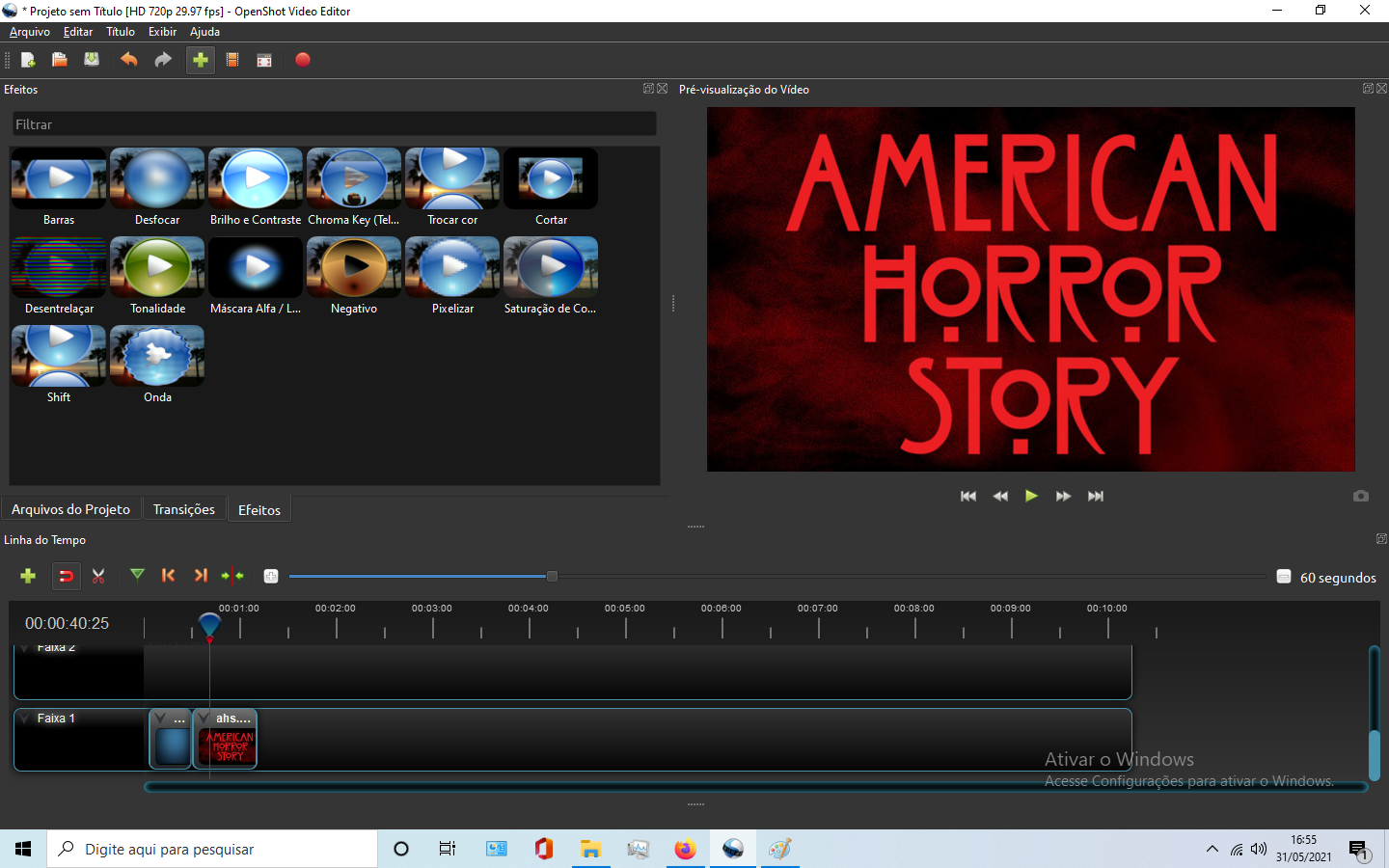
Tela de seleção de efeitos no Windows 10.
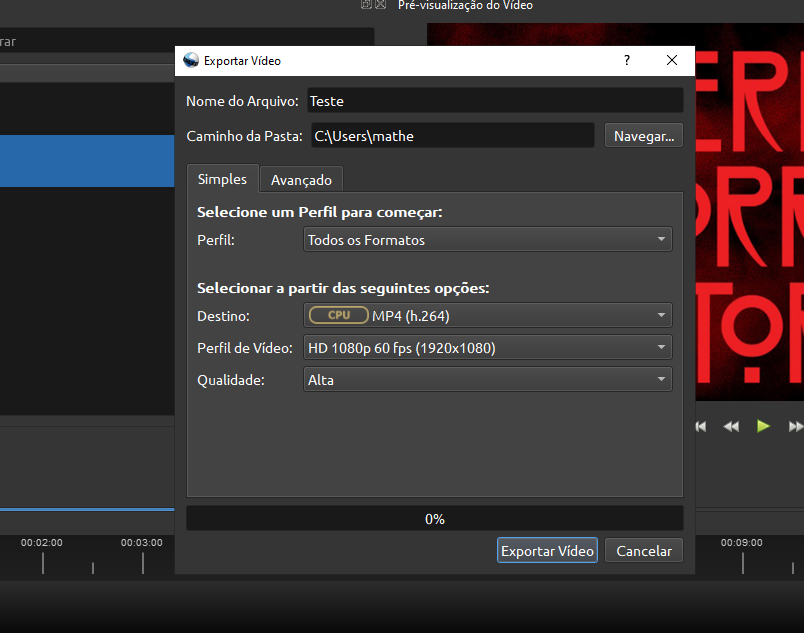
Tela de exportação simples no Windows 10.
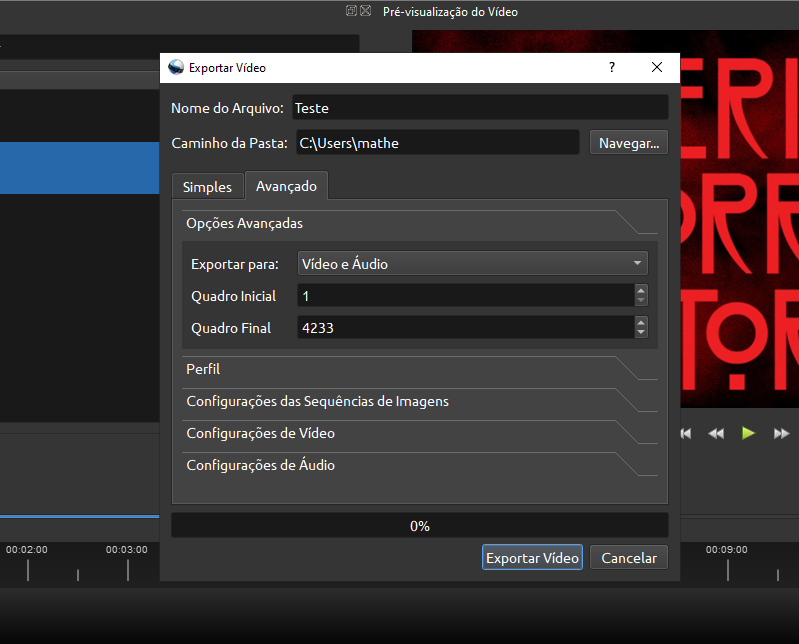
Tela de exportação avançada no Windows 10.